# Хъмбърхед Левълс
Хъмбърхед Левълс (на английски: Humberhead Levels) е низина в североизточна Англия, в части от графствата Южен Йоркшър, Източен Йоркшър, Северен Йоркшър, Линкълншър и Нотингамшър. Заема площ около 1730 квадратни километра, а населението му е около 363 000 души (2003).
Разположена е непосредствено над естуара на Хъмбър, като по-голямата ѝ част е с надморска височина около или под морското равнище и се отводнява с хидротехнически средства. Земеделските земи са около 1310 квадратни километра и се използват главно за зърнени култури (48%), ливади и пасища (21%) и маслодайни култури (12%). По-голямата част от населението е разпръсната в малки селища, а по-големите – като Донкастър, Селби и Гул – са разположени на плавателни реки или канали.